# Andeimalva spiciformis
Andeimalva spiciformis är en malvaväxtart som först beskrevs av Antonio Krapovickas, och fick sitt nu gällande namn av J.A.Tate. Andeimalva spiciformis ingår i släktet Andeimalva och familjen malvaväxter. Inga underarter finns listade i Catalogue of Life.